# 빅풋

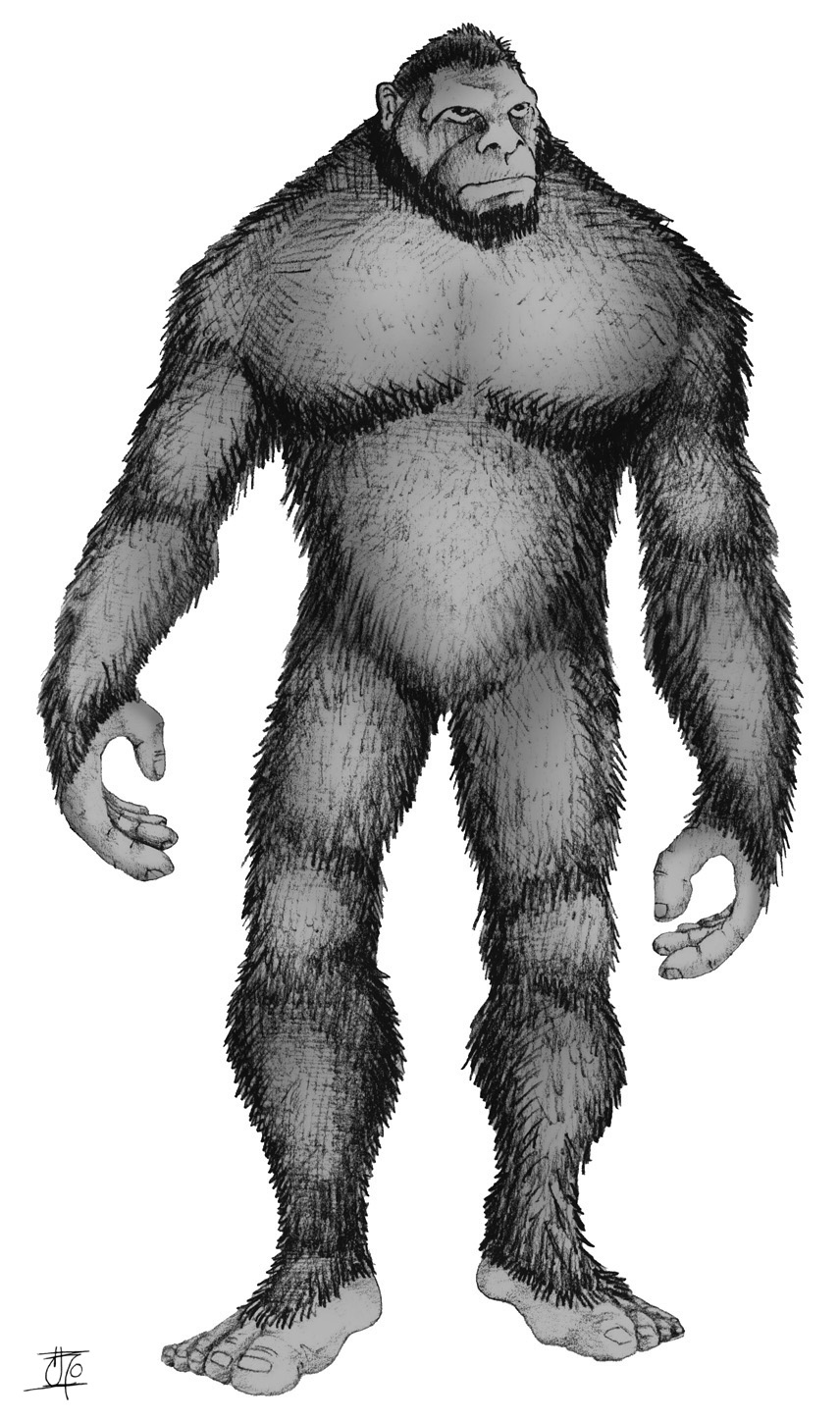

빅풋 (Bigfoot→큰 발)은 미국·캐나다의 로키산맥 일대에서 목격된다는 미확인 동물이다. 사스콰치(Sasquatch)라고도 불린다.  사스콰치는 캐나다 서해안 지역의 인디언 부족의 언어로 '털이 많은 거인'이라는 뜻이다.

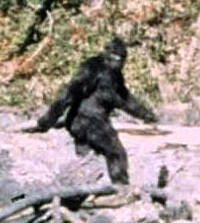
촬영된 빅풋

## 같이 보기
- 예티
- 설인
- 마핑과리
- 웬디고